# Brigades du martyr Mohammed Deif
Les Brigades du martyr Mohammed Deif (arabe: كتائب الشهيد محمد الضيف ,romanisé : kataib al-shahid muhammad al-daif) sont une organisation militante en Syrie.

## Histoire
Son nom est dû à Mohammed Deif, l'ancien commandant militaire des Brigades Izz al-Din al-Qassam du Hamas, tué lors d'une frappe aérienne israélienne en juillet 2024 pendant la guerre de Gaza.
Elle a été fondée le 31 mai 2025 et a publié une « déclaration fondatrice » en Palestine centrale où ils ont déclaré : « Sur la base de la parole du Tout-Puissant : « Et préparez contre eux toute votre puissance, y compris des chevaux de guerre avec lesquels vous pourrez terrifier l'ennemi d'Allah et votre ennemi » », ils ont rendu hommage aux dirigeants décédés du Hamas.
Le 3 juin, une salve de roquettes Grad a été tirée sur Israël depuis Tasil, déclenchant des sirènes dans le nord d'Israël et sur le plateau du Golan. Les roquettes ont touché des zones dégagées près de Ramat Magshimim, et Tsahal a riposté par des tirs d'artillerie. Une seconde salve a été tirée quelques minutes plus tard, mais on ignore si elle provenait de Syrie. La brigade des martyrs Mohammed Deif a revendiqué l'attaque.
Le Hamas a nié toute relation avec les Brigades du Martyr Mohammed Deif, désavouant sa composition et sa direction.